# Humua takeuchii
Humua takeuchii is een spinnensoort uit de familie van de loopspinnen (Corinnidae).
De wetenschappelijke naam van de soort werd in 1987 gepubliceerd door Hirotsugu Ono.